# CD Video
CD Video是一種在1980年代後期至1990年代初期流通市面的影音媒體，它的特點是音軌和影像訊號都分別放在一張普通大小的光碟上，在一般的CD唱機上只能播放音軌部分，而影像部份卻不相容於普通的鐳射影碟機，而需要使用有播放CD Video功能的鐳射影碟機才可播放。先锋于1987年开始贩售的CLD-1010机型是最早可以支持CD Video播放的影碟机。
CD Video分为12寸、8寸及5寸3种规格。12寸双面（CDV LP）可纪录120分钟的影像，8寸双面（CDV EP）可纪录40分钟。5寸则能纪录20分钟CD音轨及5分钟视频。为了与普通CD区分，其读取面为金色。上述规格中，以5寸最为普遍。
市面流通的一張CD Video通常都存放四至五首歌（约20分钟）和一首大約五分鐘的MV，當時售價為港幣135元，但那時一張十首歌的普通鐳射唱片為港幣99元。而因為當時鐳射唱片還未開始流行，而且普通的影碟機在當時的一般家庭亦不能負擔得來，可播放CD Video的影碟機亦不多，所以CD Video到最後消失於市場。
CD Video的一个技术难点在于外圈的视频信号要求设有视频电路及2700转／分~1800转／分的高转速（音乐CD播放为500~200转／分）。由于不可能在中途更换马达，因此必须以一个马达完成转速变换。
在VCD發行初期到現在，大部分人都會把CD Video和VCD混為一談，但實質上是兩個不同格式的媒體。而由於CD Video出現的時間很短，所以現在在互聯網上亦很難找到相關資料。